# دافيدا وليامز
دافيدا وليامز (بالإنجليزية: Davida Williams)‏ هي مغنية وممثلة أمريكية، ولدت في 1 سبتمبر 1986 في لوس أنجلوس في الولايات المتحدة.

## وصلات خارجية
- دافيدا وليامز على موقع IMDb (الإنجليزية)
- دافيدا وليامز على موقع قاعدة بيانات الفيلم (الإنجليزية)